# Emmy Internacional 2025
A 53.ª cerimônia de entrega dos International Emmys (ou Emmy Internacional 2025), apresentada pela Academia Internacional das Artes e Ciências Televisivas (IATAS), irá homenagear o melhor da programação televisiva internacional de 2024. A cerimônia de premiação será realizada no dia 24 de novembro de 2025, em Nova York. Os indicados serão anunciados em setembro de 2025.
Em 11 de agosto de 2025, a Academia Internacional de Artes e Ciências Televisivas anunciou que Dana Walden, copresidente da Disney Entertainment, será a homenageada com o Prêmio International Emmy Founders de 2025, em reconhecimento ao seu impacto transformador na indústria de mídia e entretenimento, bem como ao alcance global dos programas que supervisionou.

## Elegibilidade
As inscrições para a 53.ª edição do International Emmy Awards foram abertas para todas as categorias no dia 4 de dezembro de 2024 e se encerraram em 31 de janeiro de 2025. Programas de televisão transmitidos pela primeira vez fora dos Estados Unidos entre 1.º de janeiro e 31 de dezembro de 2024 são elegíveis.

## Categorias apresentadas
A Academia Internacional de Artes e Ciências Televisivas apresenta o Emmy Internacional em 16 categorias. 
- Melhor Programa Artístico
- Melhor Performance de uma Atriz
- Melhor Performance de um Ator
- Melhor Comédia
- Melhor Documentário
- Melhor Série Dramática
- Melhor Animação para Crianças
- Melhor Live-Action para Crianças
- Melhor Programa para Crianças
- Melhor Programa de Entretenimento sem Roteiro
- Melhor Série de Curta Duração
- Melhor Documentário Esportivo
- Melhor Telenovela
- Melhor Filme para TV ou Minissérie
- Melhor Cobertura Jornalística[5]
- Melhor Assuntos de Atualidades